# Gran Premio de Australia de Motociclismo de 2011
El Gran Premio de Australia de Motociclismo de 2011 (oficialmente: Iveco Australian Motorcycle Grand Prix) fue la decimosexta prueba del Campeonato del Mundo de Motociclismo de 2011. Tuvo lugar en el fin de semana del 14 al 16 de octubre de 2011 en el Circuito de Phillip Island,, situado en la isla de Phillip Island, estado de Victoria, Australia.
La carrera de MotoGP fue ganada por Casey Stoner, seguido de Marco Simoncelli y Andrea Dovizioso. Alex de Angelis ganó la prueba de Moto2, por delante de Stefan Bradl y Marc Márquez. La carrera de 125 cc fue ganada por Sandro Cortese, Luis Salom fue segundo y Johann Zarco tercero.

## Resultados

### Resultados MotoGP
| Pos.    | N.º | Piloto           | Constructor | Vueltas | Tiempo     | Parrilla | Pts. |
| ------- | --- | ---------------- | ----------- | ------- | ---------- | -------- | ---- |
| 1       | 27  | Casey Stoner     | Honda       | 27      | 42:02.425  | 1        | 25   |
| 2       | 58  | Marco Simoncelli | Honda       | 27      | +2.210     | 2        | 20   |
| 3       | 4   | Andrea Dovizioso | Honda       | 27      | +2.454     | 4        | 16   |
| 4       | 26  | Dani Pedrosa     | Honda       | 27      | +13.160    | 6        | 13   |
| 5       | 5   | Colin Edwards    | Yamaha      | 27      | +30.886    | 7        | 11   |
| 6       | 14  | Randy de Puniet  | Ducati      | 27      | +48.800    | 9        | 10   |
| 7       | 69  | Nicky Hayden     | Ducati      | 27      | +1:16.314  | 5        | 9    |
| 8       | 24  | Toni Elías       | Honda       | 26      | +1 vuelta  | 14       | 8    |
| 9       | 65  | Loris Capirossi  | Ducati      | 26      | +1 vuelta  | 8        | 7    |
| 10      | 17  | Karel Abraham    | Ducati      | 25      | +2 vueltas | 13       | 6    |
| Ret     | 19  | Álvaro Bautista  | Suzuki      | 23      | Caída      | 3        |      |
| Ret     | 7   | Hiroshi Aoyama   | Honda       | 23      | Caída      | 10       |      |
| Ret     | 35  | Cal Crutchlow    | Yamaha      | 23      | Caída      | 12       |      |
| Ret     | 46  | Valentino Rossi  | Ducati      | 13      | Caída      | 11       |      |
| DNS     | 1   | Jorge Lorenzo    | Yamaha      |         | Lesionado  |          |      |
| DNS     | 11  | Ben Spies        | Yamaha      |         | Lesionado  |          |      |
| DNS     | 6   | Damian Cudlin    | Ducati      |         | Lesionado  |          |      |
| 1.      |     |                  |             |         |            |          |      |
| Fuente: |     |                  |             |         |            |          |      |

### Resultados Moto2
| Pos.    | N.º | Piloto              | Constructor | Vueltas | Tiempo    | Parrilla | Pts. |
| ------- | --- | ------------------- | ----------- | ------- | --------- | -------- | ---- |
| 1       | 15  | Alex de Angelis     | Motobi      | 25      | 39:44.774 | 1        | 25   |
| 2       | 65  | Stefan Bradl        | Kalex       | 25      | +1.358    | 8        | 20   |
| 3       | 93  | Marc Márquez        | Suter       | 25      | +6.362    | 38       | 16   |
| 4       | 71  | Claudio Corti       | Suter       | 25      | +6.475    | 20       | 13   |
| 5       | 44  | Pol Espargaró       | FTR         | 25      | +14.815   | 6        | 11   |
| 6       | 54  | Kenan Sofuoğlu      | Suter       | 25      | +15.155   | 5        | 10   |
| 7       | 45  | Scott Redding       | Suter       | 25      | +15.261   | 4        | 9    |
| 8       | 29  | Andrea Iannone      | Suter       | 25      | +16.047   | 16       | 8    |
| 9       | 63  | Mike Di Meglio      | Tech 3      | 25      | +16.331   | 2        | 7    |
| 10      | 72  | Yuki Takahashi      | Moriwaki    | 25      | +20.337   | 3        | 6    |
| 11      | 12  | Thomas Lüthi        | Suter       | 25      | +22.081   | 9        | 5    |
| 12      | 77  | Dominique Aegerter  | Suter       | 25      | +26.248   | 13       | 4    |
| 13      | 40  | Aleix Espargaró     | Pons Kalex  | 25      | +29.295   | 24       | 3    |
| 14      | 51  | Michele Pirro       | Moriwaki    | 25      | +30.203   | 12       | 2    |
| 15      | 3   | Simone Corsi        | FTR         | 25      | +30.745   | 22       | 1    |
| 16      | 36  | Mika Kallio         | Suter       | 25      | +30.776   | 15       |      |
| 17      | 88  | Ricard Cardús       | Moriwaki    | 25      | +30.784   | 27       |      |
| 18      | 38  | Bradley Smith       | Tech 3      | 25      | +43.520   | 7        |      |
| 19      | 80  | Axel Pons           | Pons Kalex  | 25      | +47.064   | 25       |      |
| 20      | 35  | Raffaele de Rosa    | Suter       | 25      | +50.357   | 19       |      |
| 21      | 4   | Randy Krummenacher  | Kalex       | 25      | +50.364   | 33       |      |
| 22      | 9   | Kenny Noyes         | FTR         | 25      | +1:04.747 | 26       |      |
| 23      | 6   | Joan Olivé          | FTR         | 25      | +1:04.907 | 30       |      |
| 24      | 68  | Yonny Hernández     | FTR         | 25      | +1:19.734 | 29       |      |
| 25      | 20  | Iván Moreno         | Suter       | 24      | +1 vuelta | 31       |      |
| 26      | 64  | Santiago Hernández  | FTR         | 24      | +1 vuelta | 34       |      |
| 27      | 56  | Blake Leigh-Smith   | FTR         | 24      | +1 vuelta | 35       |      |
| 28      | 95  | Mashel Al Naimi     | Moriwaki    | 24      | +1 vuelta | 37       |      |
| Ret     | 39  | Robertino Pietri    | Suter       | 20      | Retirado  | 36       |      |
| Ret     | 53  | Valentin Debise     | FTR         | 19      | Retirado  | 28       |      |
| Ret     | 43  | Kris McLaren        | Suter       | 14      | Caída     | 32       |      |
| Ret     | 19  | Xavier Siméon       | Tech 3      | 12      | Caída     | 23       |      |
| Ret     | 16  | Jules Cluzel        | Suter       | 12      | Retirado  | 21       |      |
| Ret     | 76  | Max Neukirchner     | MZ-RE Honda | 1       | Caída     | 11       |      |
| Ret     | 75  | Mattia Pasini       | FTR         | 0       | Caída     | 10       |      |
| Ret     | 18  | Jordi Torres        | Suter       | 0       | Caída     | 14       |      |
| Ret     | 34  | Esteve Rabat        | FTR         | 0       | Caída     | 17       |      |
| Ret     | 13  | Anthony West        | MZ-RE Honda | 0       | Caída     | 18       |      |
| DNS     | 14  | Ratthapark Wilairot | FTR         |         | Lesionado |          |      |
| 1.      |     |                     |             |         |           |          |      |
| Fuente: |     |                     |             |         |           |          |      |

### Resultados 125cc
La carrera fue detenida después de 20 vueltas debido a un accidente de Niklas Ajo.
| Pos.    | N.º | Piloto              | Constructor | Vueltas | Tiempo      | Parrilla | Pts. |
| ------- | --- | ------------------- | ----------- | ------- | ----------- | -------- | ---- |
| 1       | 11  | Sandro Cortese      | Aprilia     | 20      | 34:49.670   | 2        | 25   |
| 2       | 39  | Luis Salom          | Aprilia     | 20      | +13.572     | 10       | 20   |
| 3       | 5   | Johann Zarco        | Derbi       | 20      | +14.311     | 1        | 16   |
| 4       | 7   | Efrén Vázquez       | Derbi       | 20      | +14.926     | 6        | 13   |
| 5       | 23  | Alberto Moncayo     | Aprilia     | 20      | +22.328     | 8        | 11   |
| 6       | 18  | Nicolás Terol       | Aprilia     | 20      | +26.689     | 4        | 10   |
| 7       | 55  | Héctor Faubel       | Aprilia     | 20      | +28.887     | 5        | 9    |
| 8       | 25  | Maverick Viñales    | Aprilia     | 20      | +35.635     | 9        | 8    |
| 9       | 96  | Louis Rossi         | Aprilia     | 20      | +36.553     | 12       | 7    |
| 10      | 99  | Danny Webb          | Mahindra    | 20      | +36.686     | 18       | 6    |
| 11      | 77  | Marcel Schrötter    | Mahindra    | 20      | +38.608     | 19       | 5    |
| 12      | 3   | Luigi Morciano      | Aprilia     | 20      | +41.697     | 11       | 4    |
| 13      | 84  | Jakub Kornfeil      | Aprilia     | 20      | +43.349     | 13       | 3    |
| 14      | 10  | Alexis Masbou       | KTM         | 20      | +47.896     | 15       | 2    |
| 15      | 50  | Sturla Fagerhaug    | Aprilia     | 20      | +55.159     | 23       | 1    |
| 16      | 19  | Alessandro Tonucci  | Aprilia     | 20      | +56.909     | 16       |      |
| 17      | 28  | Josep Rodríguez     | Aprilia     | 20      | +1:10.093   | 20       |      |
| 18      | 17  | Taylor Mackenzie    | Aprilia     | 20      | +1:10.237   | 27       |      |
| 19      | 60  | Manuel Tatasciore   | Aprilia     | 20      | +1:10.802   | 21       |      |
| 20      | 63  | Zulfahmi Khairuddin | Derbi       | 20      | +1:10.844   | 26       |      |
| 21      | 14  | Brad Binder         | Aprilia     | 20      | +1:27.965   | 24       |      |
| 22      | 52  | Danny Kent          | Aprilia     | 20      | +1:37.676   | 7        |      |
| 23      | 8   | Jack Miller         | KTM         | 20      | +1:40.315   | 28       |      |
| 24      | 40  | Marco Colandrea     | Aprilia     | 19      | +1 vuelta   | 30       |      |
| 25      | 30  | Giulian Pedone      | Aprilia     | 19      | +1 vuelta   | 23       |      |
| 26      | 46  | Joshua Hook         | Aprilia     | 19      | +1 vuelta   | 32       |      |
| 27      | 26  | Adrián Martín       | Aprilia     | 19      | +1 vuelta   | 14       |      |
| Ret     | 31  | Niklas Ajo          | Aprilia     | 19      | Caída       | 17       |      |
| Ret     | 36  | Joan Perelló        | Aprilia     | 12      | Retirado    | 29       |      |
| Ret     | 53  | Jasper Iwema        | Aprilia     | 9       | Retirado    | 25       |      |
| Ret     | 47  | Nicky Diles         | Aprilia     | 6       | Retirado    | 31       |      |
| DNS     | 94  | Jonas Folger        | Aprilia     |         | Fallo motor | 3        |      |
| DNS     | 21  | Harry Stafford      | Aprilia     |         | Lesionado   |          |      |
| DNQ     | 48  | Alexander Phillis   | Aprilia     |         |             |          |      |
| DNQ     | 45  | Tom Hatton          | Honda       |         |             |          |      |
| DNQ     | 49  | Avalon Biddle       | Honda       |         |             |          |      |
| Fuente: |     |                     |             |         |             |          |      |